# Morone
Morone là một chi cá vược bản địa ở Đại Tây Dương trong vùng bờ biển Bắc Mỹ, nằm trong hệ thống phía nam và phía đông của Hoa Kỳ.

## Các loài
Hiện hành chi này ghi nhận các loài sau:
- Morone americana (J. F. Gmelin, 1789) (cá rô trắng)
- Morone chrysops (Rafinesque, 1820) (cá vược trắng)
- Morone mississippiensis D. S. Jordan & C. H. Eigenmann, 1887 (cá vược vàng)
- Morone saxatilis (Walbaum, 1792) (cá vược sọc)